# アリと巨人
『アリと巨人』（アリときょじん）は、手塚治虫による日本の漫画作品。掲載雑誌名および掲載時期は学習研究社刊行の『中学一年コース』と『中学二年コース』で、前者は1961年（昭和36年）4月号から1962年（昭和37年）3月号まで、後者は1962年（昭和37年）4月号から1962年（昭和37年）10月号までの期間に連載された。

## 概要
『フィルムは生きている』に引き続いて、学習研究社の学年誌に掲載された作品。
手塚治虫漫画全集『アリと巨人』（1979年（昭和54年）、講談社）の著者あとがきでは「学研さんは、好きなものを、好きなように書かせてくれるので好きです。」と記している。
当初の構想では、クスノキと動物たちの対話のようなファンタスティック路線であったが、主人公の2人が勝手に動いてストーリーが出来上がっていったと、手塚治虫漫画全集版のあとがきで手塚は記している。

## 登場人物
マサやん
ムギやん
クスノキ
樹齢500年を超える大木。マサやんとムギやんにとっては親代わりであり、2人を見守る存在。
タイトルにある「巨人」のシンボルでもあり、この場合は「アリ」はクスノキの下で蠢く人間たちになる。
手塚
作者の分身。昆虫の収集家。菅沼事件の直後から現場が蝶道でなくなったことをマサやんに追及され、事件を目撃していたことを白状。犯人のモンタージュ作成に協力する。
サボテン君
角膜移植により視力を取り戻したマサやんと同じ下宿に住む若者。常に尺八の練習をしている。実は菅沼事件を追っている警部。
はるみ

## あらすじ
戦災孤児のマサやんとムギやんは大の親友だったが、マサやんは新聞記者に、ムギやんは殺しも厭わないヤクザ者にと道を違える。
ムギやんは依頼を受け、××党の菅沼書記長を事故に見せかけて殺害するが、この菅沼事件が2人を巡り合わせる。マサやんは犯人への手掛かりをつかむが、ムギやんの属する組織に捕まる。ムギやんの懇願もあってマサやんの命は助かるが角膜を傷つけられ視力を失ってしまう。
はるみの協力を得て、マサやんは事故の目撃者を見つけだし、犯人のモンタージュ作成に成功。犯人は全国指名手配となる。全国指名手配となったムギやんはアメリカに逃亡するためマサやんの元を訪れる。はるみはムギやんが指名手配の男だと判ったが黙っていた。検問の警官も新聞記者のマサやんが同行しているということで信用し、ムギやんを空港まで通してしまう。ムギやんを乗せた飛行機が飛び立った後に、はるみから真相を聞かされたマサやんは犯人逃亡幇助で自首をする。
数年が経ち、角膜移植により視力を取り戻したマサやんは、新聞でムギやんそっくりのアメリカ人ジョージ・Mの訪日を知ると、面会に行く。ジョージ・Mは正しくムギやんであり、ムギやんは故郷に兵器工場を建てて錦を飾る計画を打ち明けた。
マサやんは故郷の村に教師として戻ってくる。村では景気が良くなるならと、クスノキを除いて森林も伐採し、兵器工場を受け入れるような雰囲気だったが、兵器工場で造っていたロボット・ミサイルが誤って民家に墜ち、10数人が亡くなったことで、工場の排斥運動が起きる。そんなときに、台風が村を直撃し、村も工場も保水力を失った森林からの土石流に押しつぶされてしまう。ムギやんは工場と共に命を落し、マサやんたちはクスノキのある丘に避難できため危機を回避することができたのだった。

## 書籍情報
- 手塚治虫漫画全集10巻『アリと巨人』全1巻（1965年、鈴木出版）
  - 上記復刻版（2008年、金の星社）
- 手塚治虫漫画全集72巻『アリと巨人』全1巻（1979年、講談社）
- 手塚治虫文庫全集120巻『フィルムは生きている』全1巻（講談社）
- 小学館叢書『手塚治虫中期傑作集9』全1巻（1996年、小学館）